# Tuqueu (Ort)
Tuqueu (Tukeu, auch Maumeta) ist eine osttimoresische Siedlung im Suco Maumeta (Verwaltungsamt Remexio, Gemeinde Aileu) in Osttimor.

## Geographie und Einrichtungen
Das Dorf Tuqueu liegt im Zentrum der Aldeia Tuqueu auf einem Bergrücken in einer Meereshöhe von 1208 m. Nach Süden hin fällt das Land innerhalb von 1300 m auf 900 m ab. Hier fließt der Fluss Tatamailiu, nördlich von Tuqueu der Ai Mera. Die Flüsse gehören zum System des Nördlichen Laclós.
Die Straße, die die Siedlung durchquert, führt nach Osten in die Siedlung Aibana und nach Westen nach Mautoba im Suco Fahisoi.
Im Dorf Tuqueu befinden sich der Sitz des Sucos Maumeta, eine Grundschule, eine Kirche und ein Hospital.